# Erches
Erches (picardisch: Èrche) ist eine nordfranzösische Gemeinde mit 195 Einwohnern (Stand 1. Januar 2022) im Département Somme in der Region Hauts-de-France. Die Gemeinde liegt im Arrondissement Montdidier und gehört zum Kanton Roye.

## Geographie
Die Gemeinde liegt in der Landschaft Santerre rund acht Kilometer nordwestlich von Roye an der Départementsstraße D54. Das Gemeindegebiet reicht im Norden bis an die Départementsstraße D934 (frühere Route nationale 334). Im Westen durchzieht die Départementsstraße D329 von Rosières-en-Santerre nach Montdidier die Gemeinde, sie verläuft durch den Ortsteil Le Petit Erches.

## Geschichte
Die Gemeinde erhielt als Auszeichnung das Croix de guerre 1914–1918.

## Einwohner
| 1962 | 1968 | 1975 | 1982 | 1990 | 1999 | 2006 | 2010 |
| ---- | ---- | ---- | ---- | ---- | ---- | ---- | ---- |
| 147  | 128  | 109  | 110  | 104  | 125  | 158  | 169  |

## Verwaltung
Bürgermeister (maire) ist seit 2001 Xavier Balzot.	